# Saropogon beckeri
Saropogon beckeri là một loài ruồi trong họ Asilidae. Saropogon beckeri được Villeneuve miêu tả năm 1922. Loài này phân bố ở vùng Cổ Bắc giới.